# Lokala Nyheter Västmanland
Lokala Nyheter Västmanland (tidigare Västmanlandsnytt och SVT Nyheter Västmanland) är Sveriges Televisions regionala nyhetsprogram för Västmanlands län.

## Historia
Västmanlands län ingick tidigare i SVT:s "mellansvenska distrikt" med bas i Örebro. Från 1986 fick Västmanlands län lokala nyheter i programmet Tvärsnytt som även sände över Örebro län och Värmlands län. Från 2001 sände Tvärsnytt enbart över Örebro och Västmanlands län när Värmlandsnytt från SVT Karlstad startade.
År 2008 utökades antalet upplagor av SVT:s regionala huvudsändning på kvällen och en särskild upplaga kallad Västmanlandsnytt började sända en gång varje vardagskväll. Övriga regionala sändningar var fortfarande Tvärsnytt.
Efter en större omorganisering av SVT:s lokala nyhetsverksamhet blev Västmanlands län en egen nyhetsregion inom SVT med namnet SVT Nyheter Västmanland. Det nya programmet började sända den 13 april 2015. Inför starten hade Anders Kauranen rekryterats som ny chef för SVT:s nyheter i Västmanland.